# Tunnel van Nini
De tunnel van Nini of tunnel van Pont-à-Celles is een spoortunnel in de gemeente Houyet. De tunnel heeft een lengte van 200 meter en ligt vlak bij de tunnel van Gendron. De dubbelsporige spoorlijn 166 gaat door deze tunnel.